# N293 (België)
De N293 is een gewestweg in Brussel, België tussen Ambiorixsquare en de N3a. De weg heeft een lengte van ongeveer 400 meter.
De route gaat via de Karel de Grotelaan. Tussen de Jozef II straat en de N3a is de weg eenrichtingsverkeer. Over de rest van de route is het in beide richtingen begaanbaar.